# Inès Jaurena
Inès Jaurena, née le 14 mai 1991 à Paris, est une footballeuse française évoluant au poste d'ailière.

## Biographie

### En club
Débutant en D2 à la VGA Saint-Maur, elle découvre le haut niveau universitaire lors de quatre ans passés aux États-Unis . Elle revient en D1 à l'hiver 2012-2013 au FF Issy, où elle dispute la seconde partie de saison. Malgré ce renfort, le club des Hauts-de-Seine est relégué en D2 et Jaurena s'engage avec le club essonnien, FCF Juvisy à l'été 2013. Elle y jouera jusqu'en 2019, date à laquelle elle sera transférée aux Girondins de Bordeaux. A l'été 2022, elle quitte le club girondin pour l'Olympique lyonnais. En manque cruel de temps de jeu dans le club rhodanien, elle s'engage le 29 janvier 2023 au Washington Spirit ,. Le 20 novembre 2023, la franchise américaine annonce son départ.

### En sélection
Elle est sélectionnée dans toutes les catégories de jeunes et remporte le Championnat d'Europe de football féminin des moins de 19 ans 2010. Sa saison 2013-2014 est tellement satisfaisante qu'elle est convoquée pour la première fois par Philippe Bergeroo en équipe de France A en mars 2014 .

### Consultante
En décembre 2021, elle devient consultante sur Eurosport pour la Coupe de France.